# Wu-si
Wu-si (čínsky pchin-jinem Wúxī, znaky 无锡) je městská prefektura v Čínské lidové republice. Leží v provincii Ťiang-su a je rozdělená na dvě části jezerem Tchaj-chu. Na západě sousedí s prefekturou Čchang-čou, na východě s prefekturou Su-čou. Na severu ji odděluje Modrá řeka od prefektury Tchaj-čou a její jižní část na jihu sousedí s provincií Če-ťiang. Městu Wu-si se někdy přezdívá „Malá Šanghaj“, neboť leží nedaleko skutečné Šanghaje a v návaznosti na ní v něm probíhá rozvoj.
Současné jméno má čínsky význam „bez cínu“, ale je možné, že se vyvinulo z jména Wu-sü, které mohlo mít význam „rozvaliny Wu“.

## Doprava
Je zde železniční stanice na vysokorychlostní trati Peking – Šanghaj.
Nejvýznamnějším letiště pro Wu-si je mezinárodní letiště Su-nan Šuo-fang ležící přibližně dvanáct kilometrů jihovýchodně od centra.

## Administrativní členění
Městská prefektura Wu-si se člení na sedm celků okresní úrovně, pět městských obvodů a dva městské okresy. Vlastní městské jádro je tvořeno obvodem Liang-si, obklopují ho obvody Chuej-šan, Pin-chu, Si-šan a Sin-wu. Městské okresy I-sing a Ťiang-jin tvoří satelitní města na východě a severu.
| jezero · Tchaj jezero · Ke Si-šan Chuej-šan Pin-chu Liang-si Sin-wu městský okres · Ťiang-jin městský okres · I-sing |        |                       |                       |                    |                                  |
| Název | Název  | Počet obyvatel (2010) | Počet obyvatel (2020) | Rozloha km² (2020) | Hustota zalidnění (obyv. na km²) |
| český přepis | znaky  | Počet obyvatel (2010) | Počet obyvatel (2020) | Rozloha km² (2020) | Hustota zalidnění (obyv. na km²) |
| Městské obvody |        |                       |                       |                    |                                  |
| Liang-si | 梁溪区 | 944 188               | 985 465               | 73                 | 13 446                           |
| Si-šan | 锡山区 | 681 413               | 882 387               | 396                | 2 229                            |
| Chuej-šan | 惠山区 | 691 077               | 893 675               | 322                | 2 780                            |
| Pin-chu | 滨湖区 | 689 146               | 915 093               | 620                | 1 475                            |
| Sin-wu | 新吴区 | 537 695               | 720 215               | 210                | 3 431                            |
| Městské okresy |        |                       |                       |                    |                                  |
| Ťiang-jin | 江阴市 | 1 595 138             | 1 779 515             | 987                | 1 802                            |
| I-sing | 宜兴市 | 1 235 542             | 1 285 785             | 2 010              | 640                              |
| |        |                       |                       |                    |                                  |
| Celkem | Celkem | 6 374 399             | 7 462 135             | 4 618              | 1 616                            |

## Partnerská města
- Akaši, Japonsko (29. srpna 1981)
- Ballerup, Dánsko (2007)
- Bocholt, Německo
- Cascais, Portugalsko (14. září 1993)
- Egedal, Dánsko (2007)
- Frankston, Austrálie (8. října 2011)
- Frederikssund, Dánsko (2007)
- Hamilton, Nový Zéland (5. července 1986)
- Chattanooga, Spojené státy americké (12. října 1982)
- Chelmsford, Spojené království (2009)
- Kimhe, Jižní Korea (14. prosince 2005)
- Kortrijk, Belgie (30. října 2007)
- Leverkusen, Německo
- Patra, Řecko (2007)
- Sagamihara, Japonsko (6. října 1985)
- San Antonio, Spojené státy americké
- Scarborough (Toronto), Kanada (10. dubna 1996)
- Sorocaba, Brazílie
- Tedžon, Jižní Korea (27. srpna 2006)
- Tiberias, Izrael (2008)
- Zelená Hora, Polsko (2008)